# I Feel It Coming
Singles par The Weeknd
Starboy
(2016) Party Monster
(2016)
Singles par Daft Punk
Starboy
(2016)
I Feel It Coming est une chanson interprétée par le chanteur canadien The Weeknd avec la participation du groupe français Daft Punk, sortie en single en 2016, extraite de l'album Starboy, hommage de ces trois artistes à Michael Jackson.
C'est la seconde collaboration entre The Weeknd et Daft Punk après la chanson Starboy tirée du même album.
En 2017 le morceau a été repris en français par Juliette Armanet sous le titre Je te sens venir.

## Classements hebdomadaires
| Classement (2016-2017)                   | Meilleure position |
| ---------------------------------------- | ------------------ |
| Allemagne (GfK Entertainment)            | 29                 |
| Australie (ARIA)                         | 7                  |
| Autriche (Ö3 Austria Top 40)             | 23                 |
| Belgique (Flandre Ultratop 50 Airplay)   | 1                  |
| Belgique (Flandre Ultratop 50 Singles)   | 3                  |
| Belgique (Flandre Ultratop R&B/Hip-Hop)  | 1                  |
| Belgique (Wallonie Ultratop 50 Airplay)  | 1                  |
| Belgique (Wallonie Ultratop 50 Singles)  | 3                  |
| Belgique (Wallonie Ultratop R&B/Hip-Hop) | 1                  |
| Canada (Canadian Hot 100)                | 10                 |
| Danemark (Tracklisten)                   | 6                  |
| Espagne (PROMUSICAE)                     | 27                 |
| États-Unis (Billboard Hot 100)           | 4                  |
| États-Unis (Hot R&B/Hip-Hop Songs)       | 2                  |
| Finlande (Suomen virallinen lista)       | 11                 |
| France (SNEP)                            | 1                  |
| Irlande (IRMA)                           | 9                  |
| Italie (FIMI)                            | 13                 |
| Norvège (VG-lista)                       | 5                  |
| Nouvelle-Zélande (RMNZ)                  | 7                  |
| Pays-Bas (Nederlandse Top 40)            | 3                  |
| Pays-Bas (Single Top 100)                | 4                  |
| Portugal (AFP)                           | 2                  |
| Royaume-Uni (UK Singles Chart)           | 9                  |
| Suède (Sverigetopplistan)                | 5                  |
| Suisse (Schweizer Hitparade)             | 7                  |

## Certifications
| Pays                       | Certification | Unités certifiées                    |
| -------------------------- | ------------- | ------------------------------------ |
| Allemagne (BVMI)           | Platine       | 400 000                              |
| Australie (ARIA)           | 8 × Platine   | 560 000                              |
| Belgique (BEA)             | Platine       | 20 000                               |
| Brésil (Pro-Música Brasil) | 2 × Diamant   | 500 000                              |
| Canada (Music Canada)      | 5 × Platine   | 400 000                              |
| Danemark (IFPI)            | 3 × Platine   | 270 000                              |
| Espagne (PROMUSICAE)       | 2 × Platine   | 120 000                              |
| États-Unis (RIAA)          | 8 × Platine   | 8 000 000                            |
| France (SNEP)              | Diamant       | 35 000 000 (en équivalent streaming) |
| Italie (FIMI)              | 3 × Platine   | 150 000                              |
| Mexique (AMPROFON)         | Or            | 30 000                               |
| Norvège (IFPI)             | Platine       | 40 000                               |
| Nouvelle-Zélande (RMNZ)    | Platine       | 30 000                               |
| Pologne (ZPAV)             | 3 × Platine   | 150 000                              |
| Portugal (AFP)             | 3 × Platine   | 30 000                               |
| Royaume-Uni (BPI)          | 2 × Platine   | 1 200 000                            |
| Suède (GLF)                | 3 × Platine   | 120 000                              |